# Walter Siegenthaler

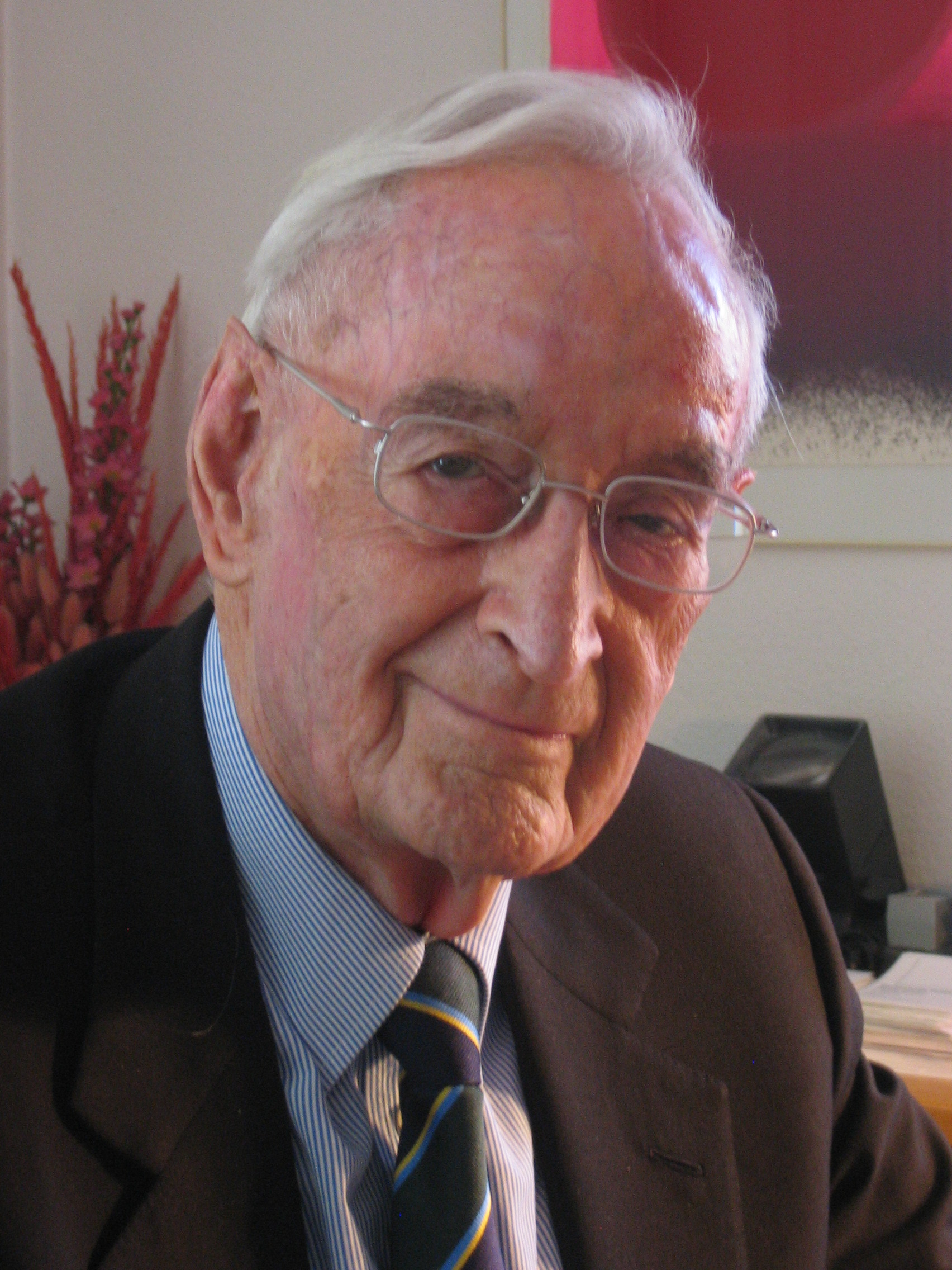
Walter Siegenthaler

Walter Siegenthaler (* 14. Dezember 1923 in Davos; † 24. Oktober 2010 in Zürich) war Schweizer Internist und Professor für Innere Medizin an der Medizinischen Poliklinik des Universitätsspitals Zürich. Er war in seinem Fachgebiet ein weithin anerkannter Forscher und Fachautor, Hochschullehrer, Klinik- und Institutsdirektor und wurde mit zahlreichen Auszeichnungen geehrt.

## Biografie
Siegenthaler absolvierte die Grundschule an seinem Geburtsort Davos und das Gymnasium an der Kantonsschule Chur. Von 1942 bis 1948 studierte er Medizin an der Universität Zürich. Anschliessend absolvierte er seinen Militärdienst, den er im Range eines Oberstleutnants als Divisionsarzt beendete. Seine erste Anstellung fand er im Zürcher Institut für Pathologie unter Hans von Meyenburg und Hans Ulrich Zollinger. Anschliessend arbeitete er an der Medizinischen Klinik des Kantonsspitals Zürich unter Wilhelm Löffler. Dort absolvierte er eine vierjährige Ausbildung zum Facharzt für Innere Medizin.
1958 nahm er die Stelle als Oberarzt an der Medizinischen Klinik am Kantonsspital St. Gallen an, unter deren neu gewähltem Chefarzt R. Hegglin. Dort lernte er die Assistenzärztin Gertrud Zuber kennen, die er 1957 heiratete. Sie nahm den Namen Gertrud Siegenthaler-Zuber an. 1958 wurde Hegglin zum Professor und Direktor der Medizinischen Poliklinik der Universität Zürich berufen. Siegenthaler und seine Ehefrau wechselten mit ihm zu dieser Universitätsklinik.
1961 habilitierte Siegenthaler im Fach Innere Medizin. Danach traten er und seine Frau, versehen mit einem Stipendium der Universität Zürich, einen Forschungsaufenthalt an der Stanford University Medical School und am Cornell University Medical College an. Bis 1963 forschten sie an den dortigen Aldosteron-Laboratorien. In die Schweiz zurückgekehrt, baute Siegenthaler in seiner alten Stellung an der Universität Zürich ein Forschungslabor auf, das die theoretischen Grundlagen und die klinischen Wirkungen des Renin-Angiotensin-Aldosteron-Komplexes untersuchte. In Anerkennung dieser Arbeiten wurde er 1965 zum Titularprofessor und 1967 zum ausserordentlichen Professor befördert.
1968 wurde Siegenthaler zum Direktor der medizinischen Poliklinik und zum ordentlichen Professor an die Universitätsklinik Bonn berufen. Als Hegglin 1970 unerwartet starb, berief man Siegenthaler zu seinem Nachfolger an die Universität Zürich. Er baute die medizinische Poliklinik in den folgenden Jahren, unterstützt von seiner Frau und einem grossen Mitarbeiterstab, zu einem international renommierten Institut aus, an dem zahlreiche Pionierleistungen gelangen. Als Beispiele seien genannt:
- Endoskopische Eingriffe an den Gallenwegen;
- Die erste Koronardilatation 1977, durchgeführt von Andreas Grüntzig;
- Die erste AIDS-Diagnose in der Schweiz zu Beginn der 1980er Jahre;
- Die Einführung der Kapillar-Mikroskopie in der Angiologie.

Für die Zeit von 1978 bis 1980 wurde Siegenthaler zum Dekan der Medizinischen Fakultät der Universität
Zürich gewählt. Von 1980 bis zu seiner Emeritierung 1991 war er Vorsitzender der Zürcher Klinikdirektorenkonferenz. Von 1983 bis 1984 war Siegenthaler Vorsitzender der Deutschen Gesellschaft für Innere Medizin; darüber hinaus hat er in vielen anderen fachwissenschaftlichen Institutionen und Gremien mitgewirkt.
Beispielsweise übernahm er nach seiner Emeritierung, bis 2004, das Präsidium der Ludwig Heilmeyer Gesellschaft für Fortschritte in der Inneren Medizin und das Präsidium des Schweizerischen Forschungsinstituts für Hochgebirgsklima und Medizin. Er wirkte im Kuratorium der Hamburger Jung-Stiftung für Wissenschaft und Forschung, im Stiftungsrat der Schweizerischen Studienstiftung sowie im Stiftungsrat Schweizer Jugend forscht.
Siegenthaler hatte sich als Autor und Herausgeber von zahlreichen Lehrbüchern und Fachaufsätzen einen Namen gemacht; viele von ihnen wurden in andere Sprachen übersetzt. Beispielsweise sind seine Differentialdiagnose Innerer Krankheiten sowie die Klinische Pathophysiologie Standardwerke auf ihrem Gebiet, die immer wieder neu aufgelegt wurden. Seit 1982 war Siegenthaler Mitglied der Schriftleitung der Deutschen Medizinischen Wochenschrift.

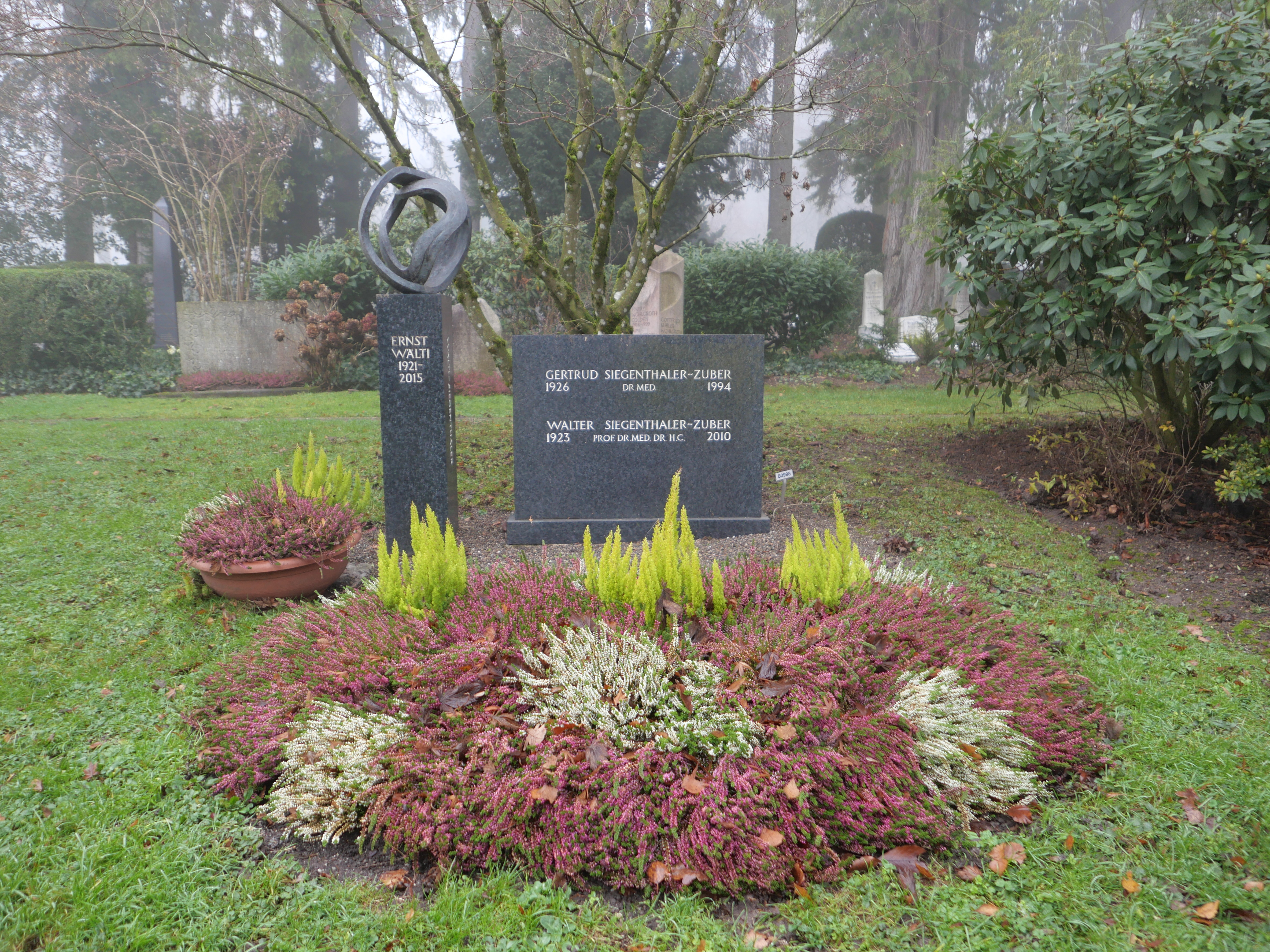
Das Familiengrab im Jahr 2023

Siegenthaler lebte in Zürich. 1994 verstarb seine Frau, Dr. med. Gertrud Siegenthaler-Zuber, nach längerer Krankheit. Sie wurde mit 36 Jahren Chefärztin der Inneren Medizin am Krankenhaus der Schweizerischen Pflegerinnenschule in Zürich, ging zehn Jahre später mit ihrem Mann nach Bonn und wurde nach der Rückkehr nach Zürich Leitende Ärztin am Universitätsspital. 1991 wurde sie mit ihrem Mann pensioniert.
2003 gründete Walter Siegenthaler anlässlich seines 80. Geburtstags die Walter und Gertrud Siegenthaler Stiftung zur Förderung des akademischen Nachwuchses an der Medizinischen Fakultät der Universität Zürich. Diese vergibt jährlich am Dies academicus der Universität Zürich ein Forschungsstipendium und einen Wissenschaftspreis.
Ihm zu Ehren ist die Walter-Siegenthaler-Gesellschaft für Fortschritte in der Inneren Medizin benannt (früher Gesellschaft für Fortschritte der Inneren Medizin oder Ludwig-Heilmeyer-Gesellschaft, deren Präsident Siegenthaler von 1990 bis 2004 war). Er fand auf dem Friedhof Fluntern seine letzte Ruhestätte in dem Grab, in dem auch seine Frau sowie sein Schwager Ernst Wälti (1921–2015) bestattet sind.

## Kritik
Matthias Barton, Professor für Kardiologie an der Universität Zürich und Maria Schlumpf, ehemalige medizinisch-technische Assistentin von Andreas Grüntzig werfen Siegenthaler vor, die Karriere seines Untergebenen Grüntzig gezielt sabotiert zu haben. Grüntzig führte an Siegenthalers Institut die weltweit erste erfolgreiche Ballondilatation durch, ein wichtiger medizinischer Durchbruch zur Rettung von Herzinfarktpatienten. Trotzdem erfolgte Grüntzigs Beförderung zum leitenden Arzt erst mit grosser Verspätung und zu aussergewöhnlich schlechten Vertragsbedingungen. Ein Extraordinariat wurde ihm verweigert. Grüntzig übersiedelte daraufhin in die USA, wo er zum "Star der Herzmedizin" wurde. Schlumpf kritisiert, dass Siegenthaler Grüntzigs Erfolg in seiner Biographie als den eigenen auszugeben versuchte, während er Grüntzig in Wirklichkeit "die Arbeit möglichst schwer gemacht" habe.

## Ehrungen und Auszeichnungen (Auswahl)
Walter Siegenthaler erhielt zahlreiche Auszeichnungen, darunter:
- Ernst-von-Bergmann-Plakette der Deutschen Gesellschaft für Innere Medizin, 1972.
- Congress President of the International Society of Chemotherapy, 1977
- Visiting Professor, Baylor Medical College Houston, 1981.
- Wahl in die Deutsche Akademie der Naturforscher Leopoldina, 1981
- Fellow der American Academy of Microbiology (AAM) der American Society for Microbiology (ASM), 1981
- Fellow der Infectious Diseases Society of America, 1983.
- Präsident der Deutschen Gesellschaft für Innere Medizin, 1983/84
- Ludwig-Heilmeyer-Medaille in Gold, verliehen von der Gesellschaft für Fortschritte auf dem Gebiet der Inneren Medizin, 1984.
- Medaille der Universität Helsinki für besondere Verdienste, 1990.
- Ehrendoktorat der Martin-Luther-Universität Halle-Wittenberg, 1991.
- Ehrenmitglied der Schweizerischen Gesellschaft für Infektiologie, 1991.
- Ehrenmitglied der Deutschen Gesellschaft für Innere Medizin, 1992.
- Auszeichnung für die Förderung der International Society of Chemotherapy (ISC), 1992.
- Ehrenmitglied der Schweizerischen Gesellschaft für Innere Medizin, 1993.
- Ehrenmitglied der Paul-Ehrlich-Gesellschaft für Chemotherapie, 1994.
- Ernst Jung-Medaille für Medizin in Gold, verliehen von der Jung-Stiftung für Wissenschaft und Forschung Hamburg, 1997.
- Kristall von Davos, 1998.
- Ehrenmedaille der Charité, Humboldt-Universität Berlin, 1999.
- Gustav-von-Bergmann-Medaille in Gold, verliehen von der Deutschen Gesellschaft für Innere Medizin, 2000.
- Ehrenmitglied des Berufsverbandes Deutscher Internisten, 2001.
- Hippocrates Award der Griechischen Gesellschaft für Innere Medizin, 2002.
- Ehrenmitglied der Association of the American Physicians (AAP), 2003.
- Ehrenpräsident der Gesellschaft für Fortschritte auf dem Gebiet der Inneren Medizin, 2004.
- Ehrenmitglied der Deutschen Gesellschaft für Endokrinologie, 2005.
- Ehrenmitglied des Schweizerischen Forschungsinstituts für Hochgebirgsklima und Medizin, 2005.
- Centenary Medal der Polnischen Gesellschaft für Innere Medizin, 2006.
- Excellence Award der Schweizerischen Gesellschaft für Infektiologie, 2008.

Ferner wurde er selbst zum Namensgeber dreier Preise:
- Walter Siegenthaler Preis, gegründet von der Deutschen Medizinischen Wochenschrift, seit 2000.
- Walter Siegenthaler Springer Award, seit 2004.
- Walter Siegenthaler Lecture am Universitätsspital Zürich, seit 2010.

## Veröffentlichungen (Auswahl)
- hrsg. mit Werner Kaufmann, Hans Hornbostel und Hans Dierck Waller: Lehrbuch der Inneren Medizin. 3., neubearb. und erw. Auflage. Thieme, Stuttgart/ New York 1992, ISBN 3-13-624303-X.
- Walter Siegenthaler: Siegenthalers Differentialdiagnose. Thieme, 2005, ISBN 3-13-344819-6 (ehemals Differentialdiagnose innerer Krankheiten. 1952 ff.)
(Englische Ausgabe: Differential Diagnosis in Internal Medicine. Thieme, 2007, ISBN 978-3-13-142141-8. daraus übersetzt in Chinesisch, Türkisch, Polnisch und Italienisch)
- mit Hubert E. Blum: Klinische Pathophysiologie. 9. Auflage, Georg Thieme Verlag, Stuttgart / New York 2006, ISBN 3-13-449609-7.
- hrsg. mit Werner Waldhäusl: Endokrinium und Stoffwechsel. Schriftenreihe der Deutschen Gesellschaft für Innere Medizin, Thieme, 2003, ISBN 3-13-133131-3.
- hrsg. mit Hubert E. Blum: Zell- und Molekularbiologie – Grundlagen und klinische Relevanz. (= Schriftenreihe der Deutschen Gesellschaft für Innere Medizin). Thieme, 2006, ISBN 3-13-134321-4.